# Список наград и номинаций Arctic Monkeys
Arctic Monkeys — британская инди-рок-группа, образованная в 2002 году в Хай Грин, пригороде Шеффилда. В настоящий момент состоит из вокалиста и гитариста Алекса Тёрнера, гитариста Джейми Кука, барабанщика Мэтта Хелдерса и бас-гитариста Ника О’Мэлли. Arctic Monkeys получили 28 наград из 83 номинаций. Дебютный альбом группы Whatever People Say I Am, That’s What I’m Not получил такие премии как BRIT Awards, Ivor Novello Awards, Mercury Prize, Meteor Music Awards, NME Awards, Q Awards, был номинирован на «Грэмми», а также вошёл в список лучших альбомов 2000-х годов от таких изданий как Rolling Stone, NME и The Observer. Второй альбом Favourite Worst Nightmare так же получил премию BRIT Awards и был номинирован на Mercury Prize. На ShockWaves NME Awards 2006 года Arctic Monkeys стали единственной группой за всю историю церемонии, которая получила сразу две премии: «Лучшая новая группа» и «Лучшая британская группа». Группа была 9 раз номинирована на премию «Грэмми», но ни разу не получила награду.

## BRIT Awards
BRIT Awards — ежегодная церемония вручения музыкальных наград Великобритании в области поп-музыки, основана Британской ассоциацией производителей фонограмм. Из семи номинаций группа одержала победу пять раз.
| Год  | Номинируемая работа                           | Категория                    | Результат |
| ---- | --------------------------------------------- | ---------------------------- | --------- |
| 2006 | Arctic Monkeys                                | Британский новый исполнитель | Победа    |
| 2007 | Arctic Monkeys                                | Лучшая британская группа     | Победа    |
| 2007 | Whatever People Say I Am, That's What I'm Not | Лучший британский альбом     | Победа    |
| 2008 | Arctic Monkeys                                | Лучшая британская группа     | Победа    |
| 2008 | Arctic Monkeys                                | Лучшее живое исполнение      | Номинация |
| 2008 | Favourite Worst Nightmare                     | Лучший британский альбом     | Победа    |
| 2012 | Arctic Monkeys                                | Лучшая британская группа     | Номинация |

## BT Digital Music Awards
BT Digital Music Awards — ежегодная церемония вручения музыкальных наград за цифровые достижения в области музыкальной индустрии, проводимая в Великобритании с 2001 года. Arctic Monkeys были номинированы один раз.
| Год  | Номинируемая работа | Категория          | Результат | П     |
| ---- | ------------------- | ------------------ | --------- | ----- |
| 2011 | Arctic Monkeys      | Лучшая инди-группа | Номинация | [ 5 ] |

## Ivor Novello Awards
Ivor Novello Awards — музыкальная награда, учреждённая в 1955 году Британской академией композиторов и авторов и названная в честь одного из популярнейших британских шоуменов, авторов и композиторов первой половины XX века Айвора Новелло. Arctic Monkeys получили премию в категории «Лучший альбом» в 2007 году.
| Год  | Номинируемая работа                           | Категория     | Результат | П     |
| ---- | --------------------------------------------- | ------------- | --------- | ----- |
| 2007 | Whatever People Say I Am, That’s What I’m Not | Лучший альбом | Победа    | [ 6 ] |

## Grammy Awards
«Грэмми» считается наиболее важной музыкальной наградой и вручается ежегодно Национальной академией искусства и науки звукозаписи. Группа была номинирована девять раз.
| Год  | Номинируемая работа                           | Категория                                    | Результат | П     |
| ---- | --------------------------------------------- | -------------------------------------------- | --------- | ----- |
| 2007 | Whatever People Say I Am, That’s What I’m Not | Лучший альтернативный музыкальный альбом     | Номинация | [ 7 ] |
| 2007 | Chun Li’s Spinning Bird Kick                  | Лучшее инструментальное рок-исполнение       | Номинация | [ 7 ] |
| 2015 | Do I Wanna Know?                              | Лучшее рок-исполнение                        | Номинация | [ 2 ] |
| 2019 | Tranquility Base Hotel & Casino               | Лучший альтернативный музыкальный альбом     | Номинация | [ 2 ] |
| 2019 | Four Out of Five                              | Лучшее рок-исполнение                        | Номинация | [ 2 ] |
| 2023 | There'd Better Be a Mirrorball                | Лучшее альтернативное музыкальное исполнение | Номинация | [ 2 ] |
| 2024 | The Car                                       | Лучший альтернативный музыкальный альбом     | Номинация | [ 2 ] |
| 2024 | Body Paint                                    | Лучшее альтернативное музыкальное исполнение | Номинация | [ 2 ] |
| 2024 | Sculptures of Anything Goes                   | Лучшее рок-исполнение                        | Номинация | [ 2 ] |

## Mercury Prize
Mercury Prize — ежегодная музыкальная премия, присуждаемая за лучший альбом Великобритании и Ирландии. Была учреждена в 1992 году BPI и BARD (англ. British Association of Record Dealers) в качестве альтернативы Brit Awards. Группа имеет одну победу и одну номинацию. На данный момент находится в шорт-листе на премию 2013 года за свой альбом AM.
| Год  | Номинируемая работа                           | Результат    | П      |
| ---- | --------------------------------------------- | ------------ | ------ |
| 2006 | Whatever People Say I Am, That’s What I’m Not | Победа       | [ 8 ]  |
| 2007 | Favourite Worst Nightmare                     | Номинация    | [ 9 ]  |
| 2013 | AM                                            | В шорт-листе | [ 10 ] |

## Meteor Music Awards
Национальная ирландская музыкальная премия Meteor Music Awards вручается ежегодно с 2001 года и спонсируется MCD Productions. В 2007 году Arctic Monkeys были номинированы в трёх категориях, в одной из которых одержали победу.
| Год  | Номинируемая работа                           | Категория                   | Результат | П      |
| ---- | --------------------------------------------- | --------------------------- | --------- | ------ |
| 2007 | Arctic Monkeys                                | Лучшая международная группа | Номинация | [ 11 ] |
| 2007 | Arctic Monkeys                                | Best Live Performance       | Номинация | [ 11 ] |
| 2007 | Whatever People Say I Am, That’s What I’m Not | Лучший международный альбом | Победа    | [ 12 ] |

## MOJO Awards
Премия MOJO Awards вручается популярным британским музыкальным журналом Mojo, ежемесячно издаваемым компанией Bauer. В 2011 году группа получила премию в одной из двух номинаций.
| Год  | Номинируемая работа                           | Категория     | Результат | П      |
| ---- | --------------------------------------------- | ------------- | --------- | ------ |
| 2011 | Suck It and See                               | Лучший альбом | Победа    | [ 13 ] |
| 2011 | «Don’t Sit Down ’Cause I’ve Moved Your Chair» | Песня года    | Номинация | [ 14 ] |

## MTV Europe Music Awards
MTV Europe Music Awards — ежегодная церемония вручения музыкальных наград, проводимая европейским отделением MTV. Arctic Monkeys были номинированы семь раз.
| Год  | Номинант       | Категория                                         | Результат    | П      |
| ---- | -------------- | ------------------------------------------------- | ------------ | ------ |
| 2006 | Arctic Monkeys | Лучшая альтернативная группа                      | Номинация    | [ 15 ] |
| 2006 | Arctic Monkeys | Лучший британский-ирландский исполнитель          | Номинация    | [ 15 ] |
| 2007 | Arctic Monkeys | Лучший исполнитель                                | Номинация    | [ 16 ] |
| 2007 | Arctic Monkeys | Лучший британский-ирландский исполнитель          | Номинация    | [ 16 ] |
| 2011 | Arctic Monkeys | Лучшая альтернативная группа                      | Номинация    | [ 17 ] |
| 2012 | Arctic Monkeys | Лучшее выступление в рамках проекта «World Stage» | Номинация    | [ 18 ] |
| 2012 | Arctic Monkeys | Лучшая альтернативная группа                      | Номинация    | [ 18 ] |
| 2013 | Arctic Monkeys | Лучшая альтернативная группа                      | В шорт-листе | [ 19 ] |

## mtvU Woodie Awards
Woodie Awards — ежегодная церемония награждения телеканала mtvU, где победителей выбирают студенты колледжей путём голосования на сайте. В 2006 году Arctic Monkeys были номинированы в трёх категориях.
| Год  | Номинируемая работа                     | Категория        | Результат | П      |
| ---- | --------------------------------------- | ---------------- | --------- | ------ |
| 2006 | Arctic Monkeys                          | Breaking Woodie  | Номинация | [ 20 ] |
| 2006 | Arctic Monkeys                          | Good Woodie      | Номинация | [ 20 ] |
| 2006 | «I Bet You Look Good on the Dancefloor» | Streaming Woodie | Номинация | [ 20 ] |

## Muso Awards
Muso Awards — благотворительная музыкальная церемония, проводимая в Лондоне в 2002 и 2005 годах. Группа одержала победу в категории «Лучший новый исполнитель».
| Год  | Номинируемая работа | Категория                | Результат | П      |
| ---- | ------------------- | ------------------------ | --------- | ------ |
| 2005 | Arctic Monkeys      | Лучший новый исполнитель | Победа    | [ 21 ] |

## NME Awards
NME Awards — ежегодная музыкальная премия, вручаемая журналом NME (New Musical Express). Arctic Monkeys получили 13 наград из 35 номинаций.
| Год  | Номинируемая работа                           | Категория                 | Результат | П      |
| ---- | --------------------------------------------- | ------------------------- | --------- | ------ |
| 2006 | Arctic Monkeys                                | Лучшая новая группа       | Победа    | [ 22 ] |
| 2006 | Arctic Monkeys                                | Лучшая британская группа  | Победа    | [ 22 ] |
| 2006 | Arctic Monkeys                                | Лучшая выступающая группа | Номинация | [ 23 ] |
| 2006 | Whatever People Say I Am, That’s What I’m Not | Альбом года               | Победа    | [ 22 ] |
| 2006 | «I Bet You Look Good on the Dancefloor»       | Лучшая композиция         | Победа    | [ 22 ] |
| 2007 | Whatever People Say I Am, That’s What I’m Not | Лучший альбом             | Победа    | [ 24 ] |
| 2007 | Scummy Man                                    | Лучший музыкальный DVD    | Победа    | [ 24 ] |
| 2008 | Arctic Monkeys                                | Лучшая британская группа  | Победа    | [ 25 ] |
| 2008 | Favourite Worst Nightmare                     | Лучший альбом             | Номинация | [ 25 ] |
| 2008 | Arctic Monkeys                                | Лучшая выступающая группа | Номинация | [ 25 ] |
| 2008 | «Fluorescent Adolescent»                      | Лучшая композиция         | Победа    | [ 25 ] |
| 2008 | «Teddy Picker»                                | Лучшее музыкальное видео  | Победа    | [ 25 ] |
| 2008 | Favourite Worst Nightmare                     | Лучшая обложка альбома    | Номинация | [ 25 ] |
| 2009 | «At the Apollo»                               | Лучший музыкальный DVD    | Победа    | [ 26 ] |
| 2009 | Алекс Тёрнер                                  | Герой года                | Номинация | [ 27 ] |
| 2010 | Arctic Monkeys                                | Лучшая британская группа  | Номинация | [ 28 ] |
| 2010 | Arctic Monkeys                                | Лучшая живое выступление  | Победа    | [ 28 ] |
| 2010 | Humbug                                        | Лучший альбом             | Номинация | [ 28 ] |
| 2010 | «Crying Lightning»                            | Лучшая композиция         | Номинация | [ 28 ] |
| 2010 | «Cornerstone»                                 | Лучшее видео              | Номинация | [ 28 ] |
| 2010 | Arctic Monkeys                                | Отдача фанатам            | Номинация | [ 28 ] |
| 2010 | Алекс Тёрнер                                  | Герой года                | Номинация | [ 28 ] |
| 2010 | Humbug                                        | Худший альбом             | Номинация | [ 28 ] |
| 2011 | Arctic Monkeys                                | Лучшая британская группа  | Номинация | [ 29 ] |
| 2012 | Arctic Monkeys                                | Лучшая британская группа  | Номинация | [ 30 ] |
| 2012 | Arctic Monkeys                                | Лучшая выступающая группа | Победа    | [ 31 ] |
| 2012 | Suck It and See                               | Лучший альбом             | Номинация | [ 30 ] |
| 2012 | «The Hellcat Spangled Shalalala»              | Лучшая композиция         | Номинация | [ 30 ] |
| 2012 | «Suck It and See»                             | Лучшее видео              | Номинация | [ 30 ] |
| 2012 | Suck It and See                               | Лучшая обложка альбома    | Номинация | [ 30 ] |
| 2012 | Алекс Тёрнер                                  | Герой года                | Номинация | [ 30 ] |
| 2012 | Arctic Monkeys                                | Самые преданные фанаты    | Номинация | [ 30 ] |
| 2013 | Arctic Monkeys                                | Лучшая британская группа  | Номинация | [ 32 ] |
| 2013 | «R U Mine?»                                   | Лучшая композиция         | Номинация | [ 32 ] |
| 2013 | «R U Mine?»                                   | Лучшее видео              | Победа    | [ 33 ] |

## PLUG Awards
PLUG Awards — церемония награждения инди-исполнителей. В 2007 году группа была трижды номинирована и получила одну награду.
| Год  | Номинируемая работа                     | Категория         | Результат | П      |
| ---- | --------------------------------------- | ----------------- | --------- | ------ |
| 2007 | Arctic Monkeys                          | Новый артист года | Победа    | [ 34 ] |
| 2007 | Arctic Monkeys                          | Артист года       | Номинация | [ 34 ] |
| 2007 | «I Bet You Look Good on the Dancefloor» | Песня года        | Номинация | [ 34 ] |

## Q Awards
Q Awards — ежегодная премия, вручаемая в различных категориях британским музыкальным журналом Q с 1990 года. Из 16 номинаций группа одержала победу 4 раза.
| Год  | Номинируемая работа                           | Категория                     | Результат | П      |
| ---- | --------------------------------------------- | ----------------------------- | --------- | ------ |
| 2006 | Arctic Monkeys                                | Лучшее живое исполнение       | Номинация | [ 35 ] |
| 2006 | Arctic Monkeys                                | Лучший новый исполнитель      | Номинация | [ 35 ] |
| 2006 | Arctic Monkeys                                | Выбор народа                  | Победа    | [ 35 ] |
| 2006 | Whatever People Say I Am, That’s What I’m Not | Лучший альбом                 | Победа    | [ 35 ] |
| 2006 | «I Bet You Look Good on the Dancefloor»       | Лучшая композиция             | Номинация | [ 35 ] |
| 2007 | Arctic Monkeys                                | Лучший концертный исполнитель | Номинация | [ 36 ] |
| 2007 | Arctic Monkeys                                | Лучшее живое выступление      | Победа    | [ 37 ] |
| 2007 | Favourite Worst Nightmare                     | Лучший альбом                 | Победа    | [ 37 ] |
| 2009 | Arctic Monkeys                                | Лучший концертный исполнитель | Номинация | [ 38 ] |
| 2009 | Arctic Monkeys                                | Лучшее живое выступление      | Победа    | [ 39 ] |
| 2009 | Humbug                                        | Лучший альбом                 | Номинация | [ 38 ] |
| 2009 | «Crying Lightning»                            | Лучшая композиция             | Номинация | [ 38 ] |
| 2011 | «Don't Sit Down 'Cause I've Moved Your Chair» | Лучшая композиция             | Номинация | [ 40 ] |
| 2011 | Suck It And See                               | Лучший альбом                 | Номинация | [ 40 ] |
| 2011 | Arctic Monkeys                                | Лучшая группа современности   | Номинация | [ 40 ] |
| 2012 | «R U Mine?»                                   | Лучшее видео                  | Номинация | [ 41 ] |
| 2013 | «Do I Wanna Know?»                            | Лучшая композиция             | Победа    |        |
| 2013 | Arctic Monkeys                                | Лучшее живое выступление      | Номинация |        |
| 2013 | Arctic Monkeys                                | Лучший концертный исполнитель | Номинация |        |
| 2014 | «Arabella»                                    | Лучшее видео                  | Номинация | [ 42 ] |
| 2014 | Arctic Monkeys                                | Лучшее живое выступление      | Номинация | [ 43 ] |
| 2014 | Arctic Monkeys                                | Лучший концертный исполнитель | Номинация | [ 44 ] |

## Разные награды и почетные звания
| Год  | Номинируемая работа                           | Награда/звание                                   | Номинатор     | П      |
| ---- | --------------------------------------------- | ------------------------------------------------ | ------------- | ------ |
| 2006 | Whatever People Say I Am, That’s What I’m Not | 100 лучших британских альбомов всех времён (#5)  | NME           | [ 45 ] |
| 2006 | Whatever People Say I Am, That’s What I’m Not | 50 лучших альбомов 2006 года (#1)                | NME           | [ 46 ] |
| 2009 | «Cornerstone»                                 | 100 лучших песен 2009 года (#67)                 | Pitchfork     | [ 47 ] |
| 2009 | «I Bet That You Look Good On The Dancefloor»  | 100 лучших песен 2000-х годов (#2)               | Xfm           | [ 48 ] |
| 2009 | «I Bet That You Look Good On The Dancefloor»  | 100 лучших песен 2000-х годов (#70)              | Rolling Stone | [ 49 ] |
| 2009 | «I Bet That You Look Good On The Dancefloor»  | 100 лучших песен 2000-х годов (#28)              | NME           | [ 50 ] |
| 2009 | «A Certain Romance»                           | 100 лучших песен 2000-х годов (#10)              | NME           | [ 51 ] |
| 2009 | Whatever People Say I Am, That's What I'm Not | 100 величайших альбомов 2000-х годов (#4)        | NME           | [ 52 ] |
| 2009 | Whatever People Say I Am, That's What I'm Not | 50 лучших альбомов 2000-х годов (#3)             | The Observer  | [ 53 ] |
| 2009 | Whatever People Say I Am, That's What I'm Not | 100 лучших альбомов 2000-х годов (#41)           | Rolling Stone | [ 54 ] |
| 2011 | Suck It And See                               | 50 лучших альбомов 2011 года (#6)                | NME           | [ 55 ] |
| 2011 | «A Certain Romance»                           | 150 лучших композиций последних 15-ти лет (#140) | NME           | [ 56 ] |
| 2012 | Алекс Тёрнер                                  | 20 лучших фронтменов всех времён (#10)           | Xfm           | [ 57 ] |
| 2012 | Whatever People Say I Am, That’s What I’m Not | 500 величайших альбомов всех времён (#371)       | Rolling Stone | [ 58 ] |
| 2013 | «I Bet You Look Good On The Dancefloor»       | 100 величайших хитов 6 Music (#2)                | BBC 6 Music   | [ 59 ] |